# Слиозберг, Михаил Львович
Михаил Львович Слиозберг (1906, Самара — 1970, Москва) — советский учёный в области радиолокации и электронной СВЧ-техники, доктор технических наук. Первый руководитель НИЭМИ (и. о. директора).

## Биография
Родился в Самаре 24 августа 1906 года[по какому календарю?] в семье портных; отец — Лев Аронович Слиозберг, мать — Надежда Ильинична. Имел четырёх сестёр: Ольгу (1902—1991), Елену (в замужестве Самодурову), Полину (в замужестве Тронину) и Иду.
Окончил физико-математический факультет МГУ.
С 1930 по 1937 год работал в лаборатории ультракоротких волн ВЭИ; кандидат технических наук (1935). Под руководством Б. А. Введенского приобрёл опыт проведения научных исследований и конструирования магнетронных генераторов дециметрового диапазона.
С 1935 года работал в НИИ-9, где создал много оригинальных приборов, начиная с радиоламп и кончая экспериментальными радиолокационными станциями непрерывного излучения для зенитной артиллерии, за которые получил авторские свидетельства; с 1937 года — начальник лаборатории, затем — начальник отдела, главный инженер радиозавода. В 1940 году после смерти М. А. Бонч-Бруевича, будучи наиболее опытным и авторитетным специалистом, М. Л. Слиозберг осуществлял научное руководство работами по радиолокации в НИИ-9. В 1938 году разработал лампу 300 Вт с водяным охлаждением для радиолокационной установки РИ-6 дальнего обнаружения самолетов; в 1939—1940 годах создал магнетронный генератор с объёмным резонатором для опытных радиостанций орудийной наводки, руководил созданием экспериментального радиоискателя «Мимас».
В 1941—1942 годах служил в РККА, участвовал в первом боевом применении радиолокационной техники для зенитной артиллерии.
С 1942 по 1970 год работал в НИЭМИ (Научно-исследовательский электромеханический институт; до 1945 года — завод № 465, затем — НИИ-20): и. о. директора завода, затем — руководитель ЦКБ.
Руководил работами по созданию первых в СССР РЛС с высокой точностью определения координат воздушных целей «Крона», «Просвет», «Просвет-К». Главный конструктор помехоустойчивой импульсно-доплеровской РЛС «Шпага».
Награждён орденом Ленина, 4 медалями. Доктор технических наук. Почётный радист СССР (1962).
Умер 25 октября 1970 года, похоронен на Кунцевском кладбище города Москвы.

## Семья
- Жена — Анна Яковлевна Илинич (1907—1999)[1]. У них было четверо детей, в том числе:
  - Дочь — Елена Михайловна, в замужестве Тимофеева  (22.11.1929—14.08.2022)[1]
  - Сын — Владимир Михайлович Слиозберг (1938—1993)[1]